# エア・アラビア・モロッコ
エア・アラビア・モロッコ（アラビア語: العربية للطيران المغرب）はモロッコの格安航空会社。モロッコの投資家とエア・アラビアの合弁により設立された。モロッコのグラン・カサブランカ地方ヌアサー州にあるムハンマド5世国際空港の到着ターミナルに本社を置く。2009年4月に設立され、同年5月に運航を開始した。カサブランカを拠点として、まずブリュッセル、ロンドン、マルセイユ、ミラノ、パリへ向かう便を就航させた。

## 就航都市

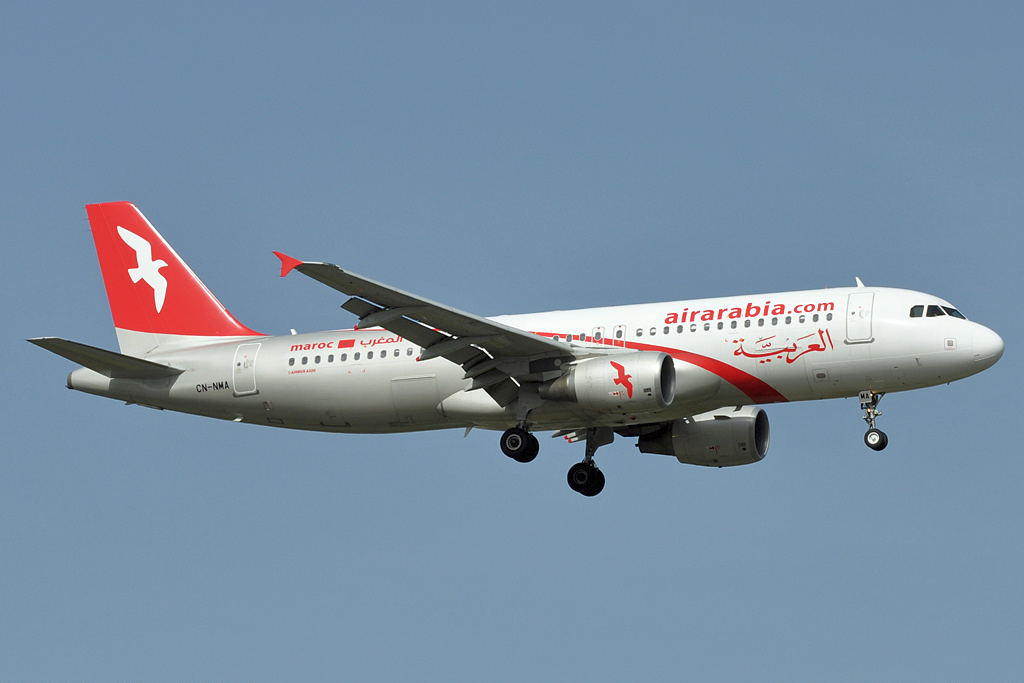
着陸直前のエア・アラビア・モロッコのエアバスA320-200（アムステルダム・スキポール空港にて、2011年撮影）

## 歴史
エア・アラビア・モロッコはエア・アラビアがリージョナル・エアラインズ（ロイヤル・エア・モロッコ・エクスプレス）やイスマール銀行と提携して設立した。この格安航空会社は2009年4月29日に正式に設立され、同年5月6日に運航を開始した。第1便はカサブランカ-ロンドン（ロンドン・スタンステッド空港）線に就航した。同年7月には、ジェイソン・ビッター —スカイヨーロッパ航空の元CEO— がエア・アラビア・モロッコのCEOに就任した。

## 保有機材
2017年8月現在、エア・アラビア・モロッコが保有する機材は以下のとおりである。